# Zwiślik krótkokończysty
Zwiślik krótkokończysty (Anomodon rugelii) – gatunek mchu z rodziny zwiślikowatych (Anomodontaceae).

## Zagrożenia i ochrona
Gatunek był objęty w Polsce ścisłą ochroną gatunkową w latach 2004–2014. Od 2014 roku znajduje się pod ochroną częściową.